# Lösnich
Lösnich település Németországban, Rajna-vidék-Pfalz tartományban. Lakosainak száma 489 fő (2023. december 31.).

## Népesség
A település népességének változása:
| Lakosok száma | 440  | 423  | 439  | 442  | 475  | 487  | 489  |
|               | 1975 | 2014 | 2017 | 2019 | 2021 | 2022 | 2023 |